# Prosthechea allemanii
Prosthechea allemanii là một loài thực vật có hoa trong họ Lan. Loài này được (Barb.Rodr.) W.E.Higgins miêu tả khoa học đầu tiên năm 1997.

## Hình ảnh

- Tập tin:Prosthechea allemanii (as Epidendrum allemanii) - Fl.Br.3-5-023.jpg